# Selianitika
Selianitika (Grieks: Σελιανίτικα) is dorp in de deelgemeente (dimotiki enotita) Sympoliteia van de fusiegemeente (dimos) Aigialeia, in de Griekse bestuurlijke regio (periferia) West-Griekenland.
Selianitika ligt in het voormalige departement Achaia en telt 1147 inwoners.